# Bibbia di Calci
La Bibbia di Calci è un codice miniato pergamenaceo, composto di quattro volumi, conservato alla Certosa di Calci (dal 2013, prima si trovava nel Museo nazionale di San Matteo di Pisa).  Il primo codice ha 185 carte, il secondo 205, il terzo 238 e il quarto 231.
Tra le più antiche opere di ambito pisano pervenuteci, se ne conosce la data di esecuzione (1168), il committente (prebiter Gerardus) e i due autori: Magister Vivianus per la scrittura e Albertus (o Adalbertus) Volterranensis per la miniatura. Ciò ne fa, per antichità e per pregio, uno dei capisaldi della storia della miniatura italiana.

## Storia

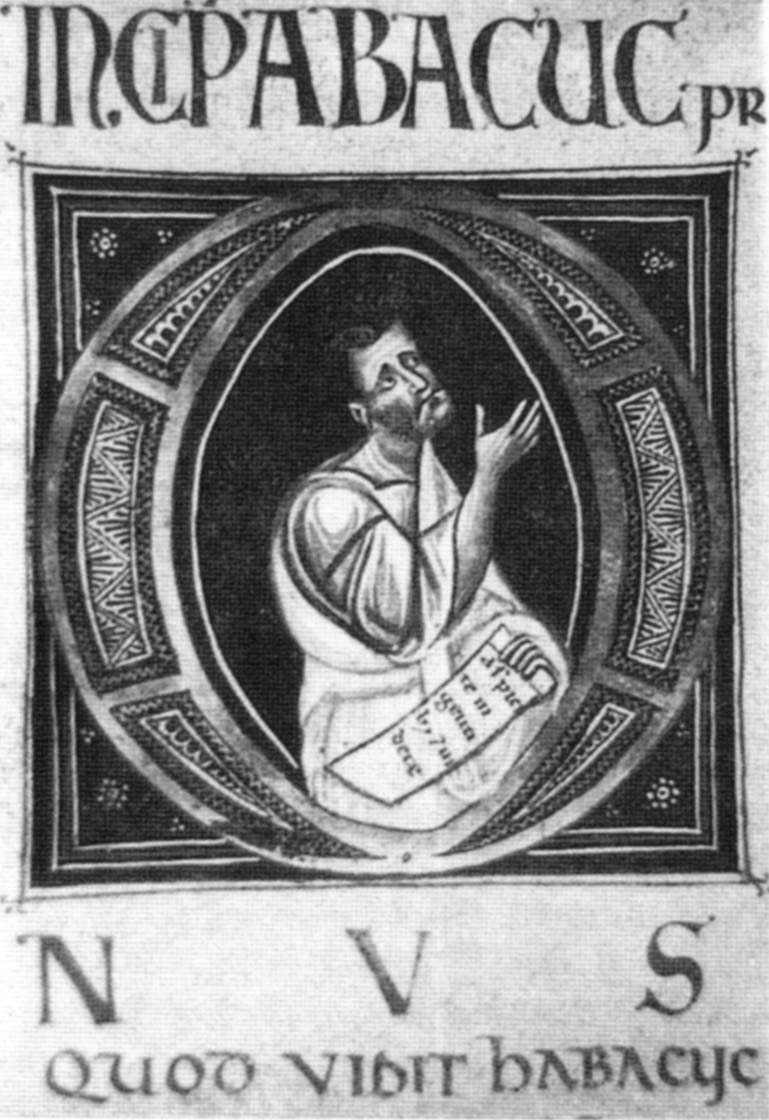
Lettera miniata

Si conosce la data di esecuzione, avviata il 10 ottobre 1168, per iniziativa del prete Gerardo di San Vito a Pisa, grazie alla scritta vergata nel foglio 231r del IV volume. Qui sono elencate le offerte dei fedeli, per lo più abitanti in zona, che permisero la realizzazione del codice, con una precisa elencazione delle spese sostenute. Al "maestro Viviano", fiduciario dell'abate Guido di San Vito, vennero date 15 lire "et amplius". Lo stesso personaggio si ritrova citato come testimone in alcuni atti che riguardano il monastero e l'arcivescovo di Pisa Villano Villani nel maggio e nel luglio 1171. A questa data sappiamo che la copiatura del codice era ancora in corso.
L'altro personaggio citato è lo scriptor Albertus Vulterrensis, probabilmente da identificare con Adalbertus scriptor de licteris maioribus de auro et de colore (quindi sicuramente un miniatore di capilettera) autore della Bibbia gemella nella Biblioteca Guarnacciana di Volterra (ms. LXI 8.7). Il nome di Alberto da Volterra, secondo una notizia di Alessandro da Morrona del 1793, doveva comparire anche su una croce dipinta per l'altare maggiore della chiesa di San Francesco: ciò ne farebbe il primo nome noto della scuola pittorica pisana.
Seconda per antichità solo al Salterio di San Paolo a Ripa d'Arno (1104, Firenze, Biblioteca Medicea Laurenziana), la Bibbia di Calci fu realizzata entro una scuola minatoria pisana o volterrana.
Era destinata al monastero di San Vito, a Pisa, ma passò poi all'abbazia di San Gorgonio sull'isola di Gorgona, i cui beni furono tutti spostati nella certosa di Calci dopo la sua chiusura; qui risulta già in un inventario 1378. Quest'ultimo cenobio finì per dare il nome al codice con cui è comunemente noto.
Con la soppressione sabauda il codice restò comunque a Calci, finché nel 1972 fu dato in consegna al museo.
Dall'ottobre 2014 i quattro volumi, custoditi in due particolari teche a controllo climatico, sono tornati all'interno della certosa, ed in particolare nella sagrestia.

### Storia della critica
L'importanza del codice, segnalata già dal Toesca nel 1927, venne poi sottolineata da Garrison (1953-1963), che ne fece uno dei punti fermi nella sua classificazione dei manoscritti italiani, seguito poi da Berg (1968) e D'Aniello (2000). Fu quest'ultimo ad accostare alla Bibbia di Calci un numero consistente di manoscritti, tra cui quello nella Guarnacciana, proveniente dal Duomo di Volterra, la Bibbia ms. 8 della Biblioteca Nacional di Madrid (dal Duomo di Messina) e il Salterio di San Paolo a Ripa d'Arno. Tra gli altri interventi sul codice, spiccano quelli ripetuti di Dalli regoli e Caleca.
Appare azzardata invece l'ipotesi della studiosa Giorgi che nel 1996, su un suggerimento di Luciano Bellosi, attribuì la Bibbia e alcuni codici correlati a Coppo di Marcovaldo, posticipandoli di circa un secolo e negando la validità dell'iscrizione di prete Gerardo. Tale posizione, vivacemente contestata già quello stesso anno da Dalli Regoli, si scontra con un'obiettiva ricognizione dello stile del manoscritto, che non si discosta dalla tradizione in voga nell'Italia centrale tra i secoli XI e XII, sia per il tipo di lettere che per gli ornati a racemi. Tra gli esempi più vicini, si può portare quello della Bibbia di Corbolino da Pistoia del 1140 (ms. Conventi soppressi 630). Più originali effettivamente risultano le parti figurate, che rimandano in maniera equivocabile alla pittura mesobizantina, e che fanno del manoscritto un caso di eccezionale rarità.

## Descrizione
È una Bibbia di tipo atlantico, caratterizzata cioè dal grande formato (in media 600x350 mm) e con lettere iniziali ingrandite e decorate da figurazioni miniate all'inizio di ciascun libro biblico e delle rispettive prefazioni.
In generale tali lettere sono del tipo a doppia barra, con racemi nel campo interno, arricchiti talvolta da protomi umane o animali; più raramente vi sono raffigurati un sacro scrittore o una scena.
Le miniature della Bibbia dimostrano che, nella fase d'oro dello splendore artistico ed economico pisano, la pittura aveva assimilato il linguaggio bizantino (anziché quello romanico proveniente dal Mediterraneo occidentale).